# タデウシュ・コンヴィツキ
　タデウシュ・コンヴィツキ（Tadeusz Konwicki、1926年6月22日 - 2015年1月7日）は、ポーランドの小説家、映画監督。
　1926年6月22日にポーランド領ヴィルノ（現在のリトアニア領ヴィリニュス）郊外で生まれる。第二次世界大戦末期はポーランドの対ドイツ地下組織（国内軍）の兵士として活動し、ソ連によるヴィリニュス奪還後もしばらくは反ソ連パルチザンとして活動を続けた。戦後、ポーランド領内に移住して作家および映画製作者としてのキャリアを開始する。初期は共産主義に傾倒し、社会主義リアリズム小説Przy budowie（『建設現場にて』1950年）でデビューして以降1950年代前半にかけて社会主義リアリズムの主要な作家の一人として活躍するが、「雪どけ」期（1956年）以降文学スタイルを大きく変化させ、戦後ポーランド文学を代表する作家の一人となる。特に1970年代以降は社会主義ポーランドの現実を批判する作品で知られ、地下出版された『ポーランド・コンプレックス』（1977年）、Mała apokalipsa（『小アポカリプス』1979年）などが代表作となっている。
　映画界でも重要な貢献をなした。1956年以降映画ユニット「カドル」に所属し同ユニット制作の多くの脚本を執筆したほか、映画監督としても高く評価され、Ostatni dzień lata（『夏の終りの日』1958年）ではヴェネツィア国際映画祭でグランプリを受賞するなど活躍した。

## 主な著作
- Sennik współczesny（1963）
- Wniebowstąpienie（1967）
- 『ぼくはだれだ』Zwierzoczłekoupiór（1969）内田莉莎子・小原雅俊訳、晶文社、1975年。
- 『ポーランド・コンプレックス』Kompleks polski（1977）工藤幸雄・長興容訳、中央公論新社、1985年。
- Mała apokalipsa（1979）

## 主な映画作品

### 監督作品
- 夏の終りの日 Ostatni dzień lata (1958)
- Zaduszki (1961)
- サルト Salto (1965)
- Jak daleko stąd, jak blisko (1972)
- Dolina Issy (1982)
- 溶岩流 Lawa. Opowieść o „Dziadach” Adama Mickiewicza (1989)

### その他
- 尼僧ヨアンナ Matka Joanna od Aniołów (1961) 脚本
- 太陽の王子ファラオ Pharaoh (1966)　脚本
- Austeria (1983) 脚本
- 愛の記録 Kronika wypadków miłosnych  (1986) 原作・脚本